# Cyanosesia litseavora
Cyanosesia litseavora is een vlinder uit de familie wespvlinders (Sesiidae), onderfamilie Sesiinae.
Cyanosesia litseavora is voor het eerst wetenschappelijk beschreven door Kallies & Arita in 2004. De soort komt voor in het Oriëntaals gebied.